# Louis Morissette
Pour les articles homonymes, voir Morissette.
Louis Morissette, né le 19 juillet 1973 à Drummondville, est un acteur, scénariste et humoriste québécois.

## Biographie
Louis Morissette est né le 19 juillet 1973 à Drummondville, Canada.
Après des études au Cégep de Drummondville, Morissette complète un baccalauréat en marketing à l’Université McGill, puis des études à l'École nationale de l'humour.

### Vie privée
Louis est le fils de Jacques Morissette et Pauline Bertrand. Ève, atteinte de paralysie cérébrale, est la sœur cadette de Louis.
Le 30 juin 2012, il épouse Véronique Cloutier. Ensemble, ils ont trois enfants : Delphine, Justin et Raphaëlle.

## Carrière
Il forme le groupe Les Mecs Comiques en compagnie d'Alex Perron et de Jean-François Baril. Collaborant avec les deux autres membres du groupe, il écrit et joue dans la série dramatique 3X Rien diffusée à TQS pendant quatre saisons. En novembre 2005, il annonce qu'il quitte le groupe Les Mecs Comiques et la série télé 3X Rien.
Avec Jean-François Baril en 1998, il devient un des nombreux coauteurs de la série Un gars, une fille.
En avril 2004, Pierre-Karl Péladeau, alors président de Quebecor Media qui est propriétaire du Réseau TVA, à la suite du sketch « Séraphin Péladeau, un homme et ses péchés » diffusé dans l'émission de fin d'année Ceci n'est pas un Bye-Bye, résilie le contrat de Louis Morissette qui devait animer dix épisodes de l'émission de téléréalité Pour le meilleur et pour le pire. À la suite de cet incident, plus de 40 artistes signeront une lettre ouverte dénonçant cette « ingérence sans précédent ». La Société des auteurs de radio, télévision et cinéma, l'Union des artistes et le Regroupement des syndicats de Québecor se joindront également à ce mouvement d'indignation.
La même année, il met fin à son contrat d'animateur de l'émission VIP après une seule diffusion en octobre à Radio Canada.
En 2007, il reçut avec Véronique Cloutier une nomination aux Prix Gémeaux pour la meilleure interprétation humour pour la série télé Les Morissette, série de fiction relatant sa vie en famille.
De 2006 à 2011, il écrit, co-produit et joue dans une série télé intitulée C.A., diffusée à Radio-Canada. Cette émission présente une réunion hebdomadaire de quatre amis qui ont été diplômés ensemble aux HEC. C'est notamment après la diffusion de cette émission que Louis Morissette aura l'idée de fonder le Groupe KO quelques années plus tard.
En 2009, il s'excuse publiquement pour le fameux Bye Bye, qui a choqué plusieurs québécois.
Au printemps 2010, il conçoit et co-produit le talk-show Le Verdict sur les ondes de Radio-Canada. La série fait l'objet d'un intérêt certain sur le marché international.
En 2011, il reçoit, au Gala des prix Gémeaux, le trophée du spécial humoristique de l’année pour le Bye Bye 2010. Il produit, écrit et joue dans le Bye Bye (2010, 2011, 2012, 2013).
En 2021, Louis Morissette cofonde l'entreprise de boissons TREMA avec l'humoriste Phil Roy. La société lance alors le premier café latté en canette produit au Québec, une innovation locale dans le domaine des boissons. Ce projet illustre l'engagement des deux cofondateurs envers l'innovation et le développement de produits uniques sur le marché québécois.

### KOTV
En 2011, il fonde sa propre compagnie de production (avec le réalisateur Alain Chicoine et le producteur Louis-Philippe Drolet), KOTV qui produira notamment le Bye Bye 2012, la série humoristique Les Détestables (V télé), le magazine La télé sur le divan (Radio-Canada), la comédie à sketchs Et si... (V télé), 1res fois, Les Appendices, ALT, Passion poussière, Une étape à la fois, C'est ma toune, Les Simone, La Maison-Bleue, Entre deux draps, Esprit critique, Plan B, Conseils de famille, Les Coulisses du palais, Les Magnifiques, Les Boucardises, Med et plusieurs autres.
KOTV compte maintenant 4 branches: KOTV (télé), KO24 (films), KOSCÈNE (spectacles) et KO MÉDIA/KO ÉDITIONS (magazines et livres).
Au cinéma, il tourne dans les films suivants : Romaine par moins 30, Cabotins, Reste avec moi et Liverpool. En 2015, il campe le rôle principal dans Le Mirage, qu'il scénarise avec l'aide de François Avard.

## Engagements
Entre 2005 et 2007, Louis Morissette est le porte-parole d'une campagne organisée par l'organisme La Tablée populaire afin de fournir des repas aux écoliers démunis de Drummondville.
Il est, de 2012 à 2017, le porte-parole au Québec des restaurants familiaux Boston Pizza.
Il est président-fondateur, avec sa conjointe, de la Fondation Véro et Louis lancée en avril 2016.
En janvier 2021, il est nommé membre du Conseil d'administration d'Investissement Québec.

## Controverse
Luc Poirier, invité à QUB Radio en mars 2025, a eu des propos concernant le fait que Louis Morissette recevrait des honoraires de 5000$ lors des événements de la Fondation Véro et Louis. Louis Morissette a publié, dès le lendemain sur Facebook, une affirmation catégorique qu’il ne recevait aucune rémunération de la Fondation. Lorsque Louis Morissette l'a menacé d'un procès, Luc Poirier a présenté des excuses publiques, dans une publication Facebook, affirmant qu’il s’était basé sur de « mauvaises informations » et qu’il regrettait ses propos.
En mars 2025, Luc Poirier est poursuivi en diffamation par Louis Morissette, Véronique Cloutier et la Fondation Véro et Louis pour un montant de 1 875 000 $ à la suite des propos tenus lors de l'entrevue à QUB Radio.

## Filmographie

### Cinéma

#### Longs métrages
- 2009 : Romaine par moins 30 d'Agnès Obadia : Martin
- 2010 : Cabotins d'Alain DesRochers : Stéphane Granger
- 2010 : Reste avec moi de Robert Ménard : Simon
- 2012 : Liverpool de Manon Briand : David
- 2015 : Le Mirage de Ricardo Trogi : Patrick Lupien
- 2018 : La Chute de l'empire américain de Denys Arcand : Sergent Pete LaBauve
- 2021 : Le Guide de la famille parfaite de Ricardo Trogi : Martin Dubois
- 2023 : Au revoir le bonheur de Ken Scott : Charles-Alexandre Lambert

### Télévision

#### Séries télévisées
- 2003 - 2006 : 3X Rien : Louis
- 2006 - 2010 : C.A. : Jean-Michel Rousseau
- 2010 : Prozac : La Maladie du bonheur : Bruno
- 2016 : Mes petits malheurs : Le narrateur (voix)
- 2017 : Plan B : Philippe Girard
- 2022 : Libre échange : François
- 2023 : Virage : Double Faute : Sylvain Carrier
- 2023: Manuel de la vie sauvage: Damien Dubois

### Animateur
- 2004 : V.I.P (Vedettes Importantes ou Paspantoute)
- 2022 : Le maître du jeu[15]

## Spectacles
- 1996 : 108 minutes pour rire (avec Les Mecs comiques)
- 1998 : Le jeune, le fif et le macho (avec Les Mecs comiques)
- 2014 - 2017 : Les Morissette[16] (avec Véronique Cloutier)
- 2024 : Sous Pression

## Discographie
- 2001 : On chante toujours mieux dans not’ char (avec Les Mecs comiques)